# Спировски рејон
Спировски рејон (рус. Спировский район) административно-територијална је јединица другог нивоа и општински рејон у централном делу Тверске области, на северозападу европског дела Руске Федерације.
Административни центар рејона је варошица Спирово. Према проценама националне статистичке службе Русије за 2014. на територији рејона је живело 11.625 становника или у просеку око 7,77 ст/км².

## Географија
Спировски рејон обухвата територију површине 1.497 км² и по величини територије на 32. је месту међу рејонима Тверске области (од укупно 36 рејона). Налази се у централном делу рејона и граничи са Максатишким рејоном на североистоку, Лихослављански рејон је на истоку и југоистоку, а Торжочки рејон на југу. На западу се граничи са територијом Вишњеволочког рејона.
Рејонска територија је смештена на источним деловима Валдајског побрђа и у целости припада сливном подручју реке Волге, односно њених притока. Најважније реке су Тверца, Медведица, Тифина, Осуга и Судомља.

## Историја
Рејон је успостављен [12. јул]а 1929. године као општинска јединица Тверског округа тадашње Московске области. У границама Калињинске области је од њеног оснивања 1935. године.

## Демографија и административна подела
Према подацима пописа становништва из 2010. на територији рејона су живела укупно 12.203 становник, док је према процени из 2014. ту живело 11.625 становника, или у просеку 7,77 ст/км². Према националном саставу највише је Руса који чине 85,3% популације, док су најбројнија мањина Карели са 8,2%.
| 1959.  | 1970.  | 1979.  | 1989.  | 2002.  | 2010.  | 2014.   |
| ------ | ------ | ------ | ------ | ------ | ------ | ------- |
| 26.169 | 20.396 | 16.737 | 15.412 | 13.805 | 12.203 | 11.625* |

Напомена: * Према процени националне статистичке службе
На подручју рејона постоји укупно 141 насељено место подељено на 4 сеоске и једну урбану општину. Једино урбано насеље на територији рејона је варошица Спирово која је уједно и административни центар рејона.

## Саобраћај
Преко територије рејона пролазе железница и аутопут на релацији Москва–Санкт Петербург.